# Амарагангея
Амарагангея (Апарагангея) (гінді अमरगंगेय; д/н — 1165) — 15-й магараджахіраджа Сакамбхарі у 1164—1165 роках.

## Життєпис
Походив з династії Чаухан. Син Віґрахараджи IV. Посів трон 1164 року. На той час був досить молодим або неповнолітнім. Невдовзі вступив у конфлікт зі стриєчним братом Прітхвібхаттою, який без дозволу напав на Агрігарх, що був під владою Прітхвіпали Томар, магараджи Гаріяни (васала Чаухан). В результаті Прітхвібхатта зібрав військо, з яким виступив вже проти Амарагангеї, що зазнав поразки й був повалений. Прітхвібхатта посів трон під ім'ям Прітхвіраджа II.